# Okręg wyborczy nr 100 do Sejmu Polskiej Rzeczypospolitej Ludowej (1989–1991)
Okręg wyborczy nr 100 do Sejmu Polskiej Rzeczypospolitej Ludowej (1989–1991) obejmował Wałbrzych oraz gminy Boguszów-Gorce, Bystrzyca Kłodzka, Czarny Bór, Dobromierz, Duszniki-Zdrój, Głuszyca, Jedlina-Zdrój, Kłodzko, Kłodzko (gmina wiejska), Kudowa-Zdrój, Lądek-Zdrój, Mieroszów, Międzylesie, Nowa Ruda, Nowa Ruda (gmina wiejska), Polanica-Zdrój, Radków, Stare Bogaczowice, Stronie Śląskie, Szczawno-Zdrój, Szczytna i Walim (województwo wałbrzyskie). W ówczesnym kształcie został utworzony w 1989. Wybieranych było w nim 5 posłów w systemie większościowym.
Siedzibą okręgowej komisji wyborczej był Wałbrzych.

## Wybory parlamentarne 1989

### Mandat nr 388 –Polska Zjednoczona Partia Robotnicza
| Kandydat | I tura | I tura | II tura | II tura |
| Kandydat | Głosów | %      | Głosów  | %       |
| --- | ------ | ------ | ------- | ------- |
| Janusz Szymborski                                                                                              | 34 995 | 23,44  | 35 170  | 52,06   |
| Włodzimierz Utecht                                                                                             | 25 729 | 17,23  | 21 488  | 31,81   |
| Józef Grabek                                                                                                   | 18 707 | 12,53  | —       | —       |
| Liczba głosów ważnych: 149 325 (I tura) • 67 559 (II tura) Źródło: Państwowa Komisja Wyborcza I tura i II tura |        |        |         |         |

### Mandat nr 389 –Polska Zjednoczona Partia Robotnicza
| Kandydat | I tura | I tura | II tura | II tura |
| Kandydat | Głosów | %      | Głosów  | %       |
| --- | ------ | ------ | ------- | ------- |
| Bogumił Zych                                                                                                   | 32 201 | 21,34  | 35 953  | 52,71   |
| Zdzisław Polak                                                                                                 | 25 038 | 16,59  | 20 671  | 30,31   |
| Stanisław Słoniewski                                                                                           | 21 925 | 14,53  | —       | —       |
| Liczba głosów ważnych: 150 885 (I tura) • 68 206 (II tura) Źródło: Państwowa Komisja Wyborcza I tura i II tura |        |        |         |         |

### Mandat nr 390 –Zjednoczone Stronnictwo Ludowe
| Kandydat | I tura | I tura | II tura | II tura |
| Kandydat | Głosów | %      | Głosów  | %       |
| --- | ------ | ------ | ------- | ------- |
| Ryszard Jastrzębski                                                                                            | 47 948 | 31,18  | 36 537  | 54,03   |
| Zdobysław Lis                                                                                                  | 28 771 | 18,71  | 17 633  | 26,08   |
| Liczba głosów ważnych: 153 780 (I tura) • 67 620 (II tura) Źródło: Państwowa Komisja Wyborcza I tura i II tura |        |        |         |         |

### Mandat nr 391 – bezpartyjny
| Kandydat                                                          | Głosów | %     |
| ----------------------------------------------------------------- | ------ | ----- |
| Stanisław Tomkiewicz                                              | 96 882 | 66,33 |
| Stanisław Pietroń                                                 | 19 243 | 13,17 |
| Kazimierz Kobus                                                   | 12 373 | 8,47  |
| Barbara Zegzdryn                                                  | 9727   | 6,66  |
| Liczba głosów ważnych: 146 059 Źródło: Państwowa Komisja Wyborcza |        |       |

### Mandat nr 458 –Polska Zjednoczona Partia Robotnicza
| Kandydat                                                         | Głosów | %     |
| ---------------------------------------------------------------- | ------ | ----- |
| Krzysztof Komornicki                                             | 29 793 | 43,99 |
| Czesław Pogoda                                                   | 22 731 | 33,57 |
| Liczba głosów ważnych: 67 720 Źródło: Państwowa Komisja Wyborcza |        |       |